# Нуркеевский сельсовет
Нуркеевский сельсове́т — упразднённая в 2008 году административно-территориальная единица и сельское поселение (тип муниципального образования) в составе Туймазинского района. Почтовый индекс — 452774. Код ОКАТО — 80251860000. Код ИФНС — 0269. Согласно Закону Республики Башкортостан «О границах, статусе и административных центрах муниципальных образований в Республике Башкортостан» от 16 декабря 2004 года имел статус сельского поселения.
Объединён с сельским поселением Субханкуловский сельсовет.

## Состав сельсовета
Нуркеевский сельсовет: деревня Нуркеево — административный центр, села Зигитяк, Старое Субханкулово, деревня Каин-Елга (приложение 46м);
- д. Нуркеево
- с. Зигитяк
- д. Каин-Елга
- с. Старое Субханкулово

## История
Закон Республики Башкортостан от 19.11.2008 № 49-з «Об изменениях в административно-территориальном устройстве Республики Башкортостан в связи с объединением отдельных сельсоветов и передачей населённых пунктов» гласил:

 "Внести следующие изменения в административно-территориальное устройство Республики Башкортостан:
42) по Туймазинскому району:
б) объединить Субханкуловский и Нуркеевский сельсоветы с сохранением наименования «Субханкуловский» с административным центром в селе Субханкулово.
Включить села Зигитяк, Старое Субханкулово, деревни Каин-Елга, Нуркеево Нуркеевского сельсовета в состав Субханкуловского сельсовета.
Утвердить границы Субханкуловского сельсовета согласно представленной схематической карте.
Исключить из учётных данных Нуркеевский сельсовет;

## Географическое положение
На 2008 год граничил с городом Туймазы, муниципальными образованиями Гафуровский сельсовет, Старотуймазинский сельсовет, Субханкуловский сельсовет, Тюменяковский сельсовет, Татар-Улкановский сельсовет («Закон Республики Башкортостан от 17.12.2004 N 126-з „О границах, статусе и административных центрах муниципальных образований в Республике Башкортостан“»).

## Реки
- Бишинды

## Автодороги
Туймазы — Серафимовский, Субханкулово — Дуслык, Туймазы — Белебей.